# Æthelwulf
Æthelwulf, ook Ethelwulf of Edelwolv (ca. 800 - Londen, 13 januari 858) was koning van Wessex (839 - 856) en van Kent (825 - 856), Essex en Sussex. Hij was zoon van Egbert van Wessex en Redburga.

## Leven
In 825 veroverde hij Kent voor Wessex, en werd daar koning onder het oppergezag van zijn vader. In 839 volgde hij zijn vader op als koning van Wessex, dat in die tijd het gehele zuidelijke kustgebied van Engeland omvatte: van Cornwall tot Essex. Hij werd gekroond in Kingston upon Thames. Al snel gaf hij het bestuur over het oostelijk deel van zijn rijk aan zijn oudste zoon Æthelstan en huwde zijn nog erg jonge dochter Æthelswith met Burgred van Mercia.
Æthelwulf bereikt in 850 een akkoord over een grensgeschil met Mercia. Daarna wordt hij geconfronteerd met een inval van de Vikingen onder Rorik van Dorestad, die Canterbury en Londen wisten te veroveren en daarna Mercia versloegen. Æthelwulf versloeg de Vikingen in 851 bij Oakly of Ockly. Hij moest wel toestaan dat East Anglia onder controle van de Vikingen bleef. Ook versloeg hij in 853, samen met Mercia, Cyngen ap Cadell van het koninkrijk Powys.
In 853 stuurde hij zijn jongste zoon Alfred, die zes jaar oud was en vermoedelijk was voorbestemd voor een geestelijk ambt, naar Rome. In 855 (vermoedelijk na het overlijden van zijn vrouw) ging hij ook zelf naar Rome en deed kostbare schenkingen aan de kerk, o.a. gouden kelken en vergulde zilveren kandelaars aan de St. Pieter en erkende ook de opperheerschappij van de paus. Na zijn terugkeer in 856 werd hij geconfronteerd door zijn zoons die tijdens zijn afwezigheid hadden geregeerd en steun hadden van de adel en de geestelijkheid. Æthelwulf koos voor onderhandelingen en er werd een compromis bereikt waarbij de macht werd gedeeld. Begin 858 overleed hij in Londen.

## Graf
Æthelwulf overleed in Londen maar werd begraven in Steyning (Sussex). In de kerk daar is zijn vermoedelijke grafsteen nog te zien. Het graf werd echter verplaatst naar de Old Minster in Winchester en toen die werd afgebroken, werden zijn resten verplaatst naar de huidige kathedraal van Winchester.

## Huwelijken en kinderen
Van Æthelwulf zijn twee huwelijken gedocumenteerd, maar er wordt aangenomen dat hij drie keer getrouwd is geweest en ook nog een minnares heeft gehad. Anders zijn leeftijdsverschillen tussen zijn kinderen en de manier waarop hun onderlinge verhouding wordt beschreven, niet te verklaren:
1. veronderstelde eerste vrouw:
  1. Æthelstan
2. Osburga (ca. 810 - 855?), dochter van Oslac van Wight
  1. Æthelbald (ca. 834 - 860)
  2. Æthelswith (ovl. Pavia, 888). Vermoedelijk als jong meisje uitgehuwelijkt aan koning Burgred van Mercia. Overleden op weg naar Rome.
  3. Æthelred (ca. 837 - 871)
  4. Alfred de Grote (848 of 849 - 899)
  5. Osweald, (ovl. ca. 875), alleen bekend als getuige uit enkele aktes.
3. Judith van West-Francië, een dochter van Karel de Kale, die op 1 oktober 856 te Verberie-sur-Oise, 12 jaar oud, met de toen bijna 60-jarige Æthelwulf trouwde. Zij hadden geen kinderen. Volgens Frankisch gebruik werd ze "koningin" genoemd in plaats van "vrouw van de koning" wat onder de Angelsaksen gebruikelijk was. Deze meer formele status leidde tot veel weerstand onder de adel. Na de spoedige dood van Æthelwulf nam diens oudste zoon Æthelbald haar tot vrouw. Ook dit huwelijk bleef zonder kinderen en werd later ongeldig verklaard wegens (aangetrouwde) bloedverwantschap. Judith werd teruggezonden naar haar vader en werd uiteindelijk van zijn hof geschaakt door Boudewijn I van Vlaanderen die later met haar trouwde.

- minnares:
  - Æthelberht (ca. 835 - 866). Kon na de dood van Æthelbald koning worden, vermoedelijk omdat de overgebleven wettige zoons nog te jong waren.

Cerdic · Cynric · Ceawlin · Ceol · Ceolwulf · Cynegils · Cwichelm · Cenwalh · Penda van Mercia/Cenberht (?) · Cenwalh · Seaxburg · Æscwine · Centwine · Cædwalla · Ine · Æthelheard · Cuthred · Sigeberht · Cynewulf · Beorhtric · Egbert · Æthelwulf · Æthelbald · Æthelberht · Æthelred · Alfred de Grote · Eduard de Oudere · Æthelstan
- Gemeinsame Normdatei: 137805543
- International Standard Name Identifier: 0000 0000 4263 5515
- Library of Congress Control Number: nb2008005376
- Nederlandse Thesaurus van Auteursnamen: 075223791
- Virtual International Authority File: 9377319
- WorldCat: E39PBJvCTYwpbxxDJVm4Kg9dQq